# Selenge (provins)
Selenge (provins) (mongolsk: Сэлэнгэ аймаг, tr. Selenge ajmag) er en af Mongoliets 21 provinser. Selenge har i alt 99.950 indbyggere (2000) og et areal på 41.200 km². Provinsens navn er afledt af navnet på floden Selenge. Hovedstaden i provinsen hedder Sükhbaatar.